# Аппретирование
Аппрети́рование (от фр. apprêter — окончательно отделывать) — пропитка текстильных материалов или нанесение на них при отделке различных веществ — аппретов (крахмал, клей, синтетические смолы, эфиры целлюлозы, экстракты соли меди и хрома и др.), придающих материалам жёсткость, несминаемость, безусадочность, огнестойкость, износоустойчивость, гидрофобность и другие свойства.
Аппретированная ткань используется при производстве шлифовальной шкурки.